# Radechovka
Die Radechovka ist ein rechter Nebenfluss der Metuje in Tschechien. 

## Verlauf
Die Radechovka entspringt nördlich von Horní Radechová in der Náchodská vrchovina. Entlang des nach Süden führenden Bachlaufes erstrecken sich die Ortschaften Horní Radechová, Bor, Dolní Rybníky, Zápačí, Chmeliště und Dolní Radechová. Unterhalb von Dolní Radechová wird die Radechovka im Teich Podborný gestaut. In diesem Teich endet der offene Bachlauf.
Danach erreicht der auf seinem gesamten Unterlauf verrohrte Bach am Schwimmbad Jiráskovo koupaliště das Náchoder Stadtgebiet; dort fließt er unterirdisch zunächst durch die Siedlung Ikárie und den Stadtteil Plhov, dann östlich des Schlossberges und des Stadtzentrums durch Náchod. Nach 8,9 km mündet die Radechovka in Náchod unterhalb des Brauereiwehres in die Metuje.
Zwischen Náchod und Horní Radechová verläuft die Silnice I/14 durch das Tal der Radechovka.

## Geschichte
Das untere Tal der Radechovka wurde häufig von Überschwemmungen heimgesucht. Die am Fuße des Náchoder Schlossberges gelegenen beiden Fischteiche, der Podborný bzw. Velký rybník und der darunter gelegene Malý rybník, dienten deshalb auch zur Regulierung des Wasserstandes im Bach. Jedoch hielten ihre Erdschüttdämme den Fluten nicht stand. Im Jahre 1560 brach der Damm des Podborný, auch später kam es mehrfach zu Dammrutschungen. Bei den großen Hochwassern von 1920 und 1946 wurden der Markt von Plhov und die Anschlussbahn zur Mautnerschen Fabrik überschwemmt. Infolgedessen erfolgte die Regulierung des Baches und die Zuschüttung des unmittelbar über dem Dorf Plhov gelegenen Malý rybník. Nachdem 1978 anstelle des Dorfes Plhov mit dem Bau einer Plattenbausiedlung begonnen wurde, erfolgte die Abdeckung der Radechovka mit Betonpaneelen.

## Zuflüsse
- Slavíkovský potok (l), in Horní Radechová
- Dolský potok (r), in Dolní Rybníky
- Podhájský potok (r), in Dolní Radechová